# آلبرت فینی
آلبرت فینی (به انگلیسی: Albert Finney) ‏ (زاده ۹ مهٔ ۱۹۳۶ – درگذشته ۷ فوریهٔ ۲۰۱۹) هنرپیشه انگلیسی بود که جوایز گوناگونی از جمله گلدن گلوب و بفتا و نامزدی ۵ جایزه اسکار را به دست آورد. او یکی از چهره‌های برجسته سینمای آزاد انگلستان به‌شمار می‌رود.

## زندگی‌نامه
فینی از آکادمی سلطنتی هنرهای دراماتیک فارغ‌التحصیل شد و به عضویت گروه رویال شکسپیر درآمد. زندگی حرفه‌ای وی با تئاتر آغاز شد. او نخستین حضور خود را در تئاتر لندن در سال ۱۹۵۸ (میلادی) با نمایش «مهمانی» نوشته جین آردن و کارگردانی چارلز لوتن تجربه کرد.
در دهه ۱۹۹۰ (میلادی) فینی برنامه‌های تلویزیونی بسیاری برای بی‌بی‌سی ساخت که شامل «مرد سبز» ۱۹۹۰ (میلادی) بر پایه داستانی از کینگزلی آمیس می‌شد.
او هوادار همیشگی باشگاه فوتبال منچستر یونایتد بود. وی همچنین داستان‌گوی مستند سانحه هوایی مونیخ بود این مستند دربارهٔ سقوط هواپیمای بازیکنان منچستر یونایتد در سال ۱۹۵۸ و کشته شدن شمار زیادی از بازیکنان این تیم (موسوم به بچه‌های بازبی) بود. این مستند در فوریه ۲۰۰۸ از کانال منچستر یونایتد پخش شد.

## زندگی شخصی
بین سال‌های ۱۹۵۷ (میلادی) - ۱۹۶۱ (میلادی) همسر جین ونهام و ۱۹۷۰ (میلادی) تا ۱۹۷۸ (میلادی) همسر آنوک امه هنرپیشه زن سرشناس فرانسوی بود. از سال ۲۰۰۷ (میلادی) تا هنگام مرگ با پن دلماج زندگی کرد.
در سال ۲۰۱۱ (میلادی) وی اعلام کرد که بیماری سرطان کلیه خود را معالجه کرده‌است. فینی در ۷ فوریه ۲۰۱۹ بر اثر عفونت قفسه سینه در بیمارستان سلطنتی ماردسن درگذشت.

## فیلم‌شناسی

### سینما
| سال  | عنوان                          | نقش                        | کارگردان                 | توضیحات   |
| ---- | ------------------------------ | -------------------------- | ------------------------ | --------- |
| ۱۹۶۰ | سرگرم شدن                      | Mick Rice                  | تونی ریچاردسون           |           |
| ۱۹۶۰ | شنبه‌شب و صبح یکشنبه            | Arthur Seaton              | کارل رایز                |           |
| ۱۹۶۳ | تام جونز                       | Tom Jones                  | تونی ریچاردسون           |           |
| ۱۹۶۷ | دو تا برای جاده                | Mark Wallace               | استنلی دانن              |           |
| ۱۹۷۰ | اسکروج                         | Ebenezer Scrooge           | رونالد نیم               |           |
| ۱۹۷۴ | قتل در قطار سریع‌السیر شرق      | هرکول پوآرو                | سیدنی لومت               |           |
| ۱۹۷۷ | دوئل‌بازها                      | Fouche                     | ریدلی اسکات              |           |
| ۱۹۸۳ | متصدی لباس                     | Sir                        | پیتر یاتز                |           |
| ۱۹۸۴ | زیر آتشفشان                    | Geoffrey Firmin            | جان هیوستون              |           |
| ۱۹۸۷ | یتیم                           | Harold                     | آلن جی پاکولا            |           |
| ۱۹۹۰ | تقاطع میلر                     | Leo O'Bannon               | برادران کوئن             |           |
| ۱۹۹۰ | کنسرت دیوار در برلین           | The Judge                  | Ken O'Neill & راجر واترز |           |
| ۱۹۹۲ | عشق گرانبها                    |                            |                          |           |
| ۱۹۹۲ | پلی‌بویز                        |                            |                          |           |
| ۱۹۹۷ | میدان واشنگتن                  |                            |                          |           |
| ۱۹۹۹ | سیمپاتیکو                      |                            |                          |           |
| ۲۰۰۰ | ارین براکویچ                   | Ed Masry                   | استیون سودربرگ           |           |
| ۲۰۰۰ | قاچاق                          | White House Chief of Staff | استیون سودربرگ           |           |
| ۲۰۰۱ | تحویل میلو                     | Elmore Dahl                | دیوید وینکلر             |           |
| ۲۰۰۳ | ماهی بزرگ                      | Edward Bloom, Sr.          | تیم برتون                |           |
| ۲۰۰۴ | دوازده یار اوشن                | Gaspar LeMarque            | استیون سودربرگ           | (تک‌جلوه)  |
| ۲۰۰۵ | عروس مرده                      | Finis Everglot             | تیم برتون & Mike Johnson | (صداپیشه) |
| ۲۰۰۶ | یک سال خوب                     | Uncle Henry Skinner        | ریدلی اسکات              |           |
| ۲۰۰۶ | لطف حیرت‌آور                    | John Newton                | مایکل اپتد               |           |
| ۲۰۰۷ | اولتیماتوم بورن                | Dr. Albert Hirsch          | پل گرینگرس               |           |
| ۲۰۰۷ | قبل از آنکه شیطان بفهمد مرده‌ای | Charles Hanson             | سیدنی لومت               |           |
| ۲۰۱۲ | میراث بورن                     | Dr. Albert Hirsch          | تونی گیلروی              |           |
| ۲۰۱۲ | اسکای‌فال                       | Kincade                    | سام مندس                 |           |

## جوایز و افتخارات
فینی جوایز بفتا (۲۰۰۳)، گلدن گلاب (۱۹۷۰)، امی(۲۰۰۲) و انجمن منتقدان بازیگری را دریافت کرده، و چهار بار برای فیلم‌های تام جونز، قتل در قطار سریع‌السیر شرق، آماده‌ساز، زیر کوه آتشفشان نامزد جایزه اسکار بهترین بازیگر نقش اول مرد و یک بار نیز برای فیلم ارین براکویچ نامزد جایزه اسکار بهترین بازیگر نقش مکمل مرد و بفتا گردیده‌است.
- کاندیدای بفتای بهترین بازیگر مکمل مرد برای فیلم ماهی بزرگ در نقش Edward Bloom سال ۲۰۰۳

فینی در سال ۱۹۸۰ پیشنهاد رتبه امپراتوری بریتانیا و در سال ۲۰۰۰ مقام شوالیه‌ای را رد کرد. وی سیستم جایزه دهی را با عنوان " خودخواهی جاودانه " مورد نقد و نکوهش قرار می‌داد.